# Plant Simulation
A Plant Simulation a Siemens PLM Software alkalmazása. A program alapvetően az iparban előforduló termelési és logisztikai folyamatok szimulációjára, optimalizációjára szolgál. A gyártócellák működésétől kezdve a teljes gyárkomplexumok modellezéséig a termelés különböző szintjei modellezhetőek a program használatával. A Plant Simulation egy objektumorientált alkalmazás, ennek köszönhetően a modellek a programban a fejlesztők által beépített, vagy a felhasználó által létrehozott objektumokból építhetők fel. Az objektumokból kialakított modell kiegészíthető úgynevezett metódusokkal, programtöredékekkel, melyek a modell működését befolyásolják. A program használatának végső célja általában a felépített rendszer működésének vizsgálata, illetve valamilyen szempont(ok) szerinti vizsgálata, optimalizációja.

## Eszközök
- Beépített objektumok, melyek segítségével komplex termelő és logisztikai egységek modellje is felépíthető
- Grafikonok és diagramok a modell működésének elemzéséhez
- Analíziseszközök (pl. Sankey-diagram)
- 3D-megjelenítés
- Félautomatikus és automatikus (genetikus algoritmus) eszközök a rendszerparaméterek optimalizálásához
- Lehetőség más szoftverekkel történő együttműködésre

## Felhasználók
A Plant Simulationt az ipar számos területén alkalmazzák:
- Járműgyártás
  - Hajó gyártás
  - Gépjármű gyártás
  - Repülőgép gyártás
- Űripar
- Hadiipar
- Fogyasztási cikkek gyártása